# Rafael Santos (calciatore 1998)
Rafael Lucas Cardoso dos Santos, noto semplicemente come Rafael Santos (Londrina, 5 febbraio 1998), è un calciatore brasiliano, difensore del Colorado Rapids.

## Carriera
Cresciuto nei settori giovanili di Figueirense, Inter de Limeira e Mirassol, nel 2017 ha giocato per un breve periodo nelle giovanili dell'Atlético Madrid. Rientrato alla base nello stesso anno, viene ceduto in prestito al Cruzeiro, che l'anno successivo lo acquista a titolo definitivo. Esordisce con il club mineiro il 14 ottobre 2018, disputando l'incontro di Série A perso per 2-0 contro il Vasco da Gama. Non riuscendo a trovare spazio in squadra, viene ceduto in prestito a Chapecoense, Inter de Limeira e Ponte Preta. Dopo aver trascorso metà della stagione 2022 con il Cruzeiro, il 4 agosto 2022 passa in prestito al Coritiba.

## Statistiche

### Presenze e reti nei club
Statistiche aggiornate al 26 novembre 2022.
| Stagione        | Squadra          | Campionato      | Campionato | Campionato | Coppe nazionali | Coppe nazionali | Coppe nazionali | Coppe continentali | Coppe continentali | Coppe continentali | Altre coppe | Altre coppe | Altre coppe | Totale | Totale |
| Stagione        | Squadra          | Comp            | Pres       | Reti       | Comp            | Pres            | Reti            | Comp               | Pres               | Reti               | Comp        | Pres        | Reti        | Pres   | Reti   |
| --------------- | ---------------- | --------------- | ---------- | ---------- | --------------- | --------------- | --------------- | ------------------ | ------------------ | ------------------ | ----------- | ----------- | ----------- | ------ | ------ |
| 2018            | Cruzeiro         | M1/MG+A         | 0+1        | 0          | CB              | 0               | 0               | CL                 | -                  | -                  |             | -           | -           | 1      | 0      |
| 2019            | Cruzeiro         | M1/MG+A         | 0+2        | 0          | CB              | 0               | 0               | CL                 | 0                  | 0                  |             | -           | -           | 2      | 0      |
| gen.-lug. 2020  | Cruzeiro         | M1/MG+B         | 3+5        | 0          | CB              | 1               | 0               |                    | -                  | -                  |             | -           | -           | 9      | 0      |
| lug.-dic. 2020  | Chapecoense      | B               | 5          | 0          | CB              | -               | -               |                    | -                  | -                  |             | -           | -           | 5      | 0      |
| feb.-mag. 2021  | Inter de Limeira | A1/SP           | 10         | 1          |                 | -               | -               |                    | -                  | -                  |             | -           | -           | 10     | 1      |
| mag.-nov. 2021  | Ponte Preta      | B               | 26         | 3          | CB              | -               | -               |                    | -                  | -                  |             | -           | -           | 26     | 3      |
| gen.-ago. 2022  | Cruzeiro         | M1/MG+B         | 12+13      | 1+0        | CB              | 5               | 0               |                    | -                  | -                  |             | -           | -           | 30     | 1      |
| ago.-dic. 2022  | Coritiba         | A               | 15         | 0          | CB              | -               | -               |                    | -                  | -                  |             | -           | -           | 15     | 0      |
| Totale carriera | Totale carriera  | Totale carriera | 87         | 5          |                 | 6               | 0               |                    | 0                  | 0                  |             | -           | -           | 93     | 5      |

## Palmarès

### Club

#### Competizioni nazionali
- Campeonato Brasileiro Série B: 1

Chapecoense: 2020